# Metropolita
Il metropolìta è un titolo di alto rango del clero cristiano, nelle confessioni cattolica e ortodossa, nelle quali ha due differenti significati.

## Storia
Già dalla seconda metà del II secolo i vescovi di diocesi limitrofe erano soliti riunirsi in sinodi per discutere di questioni importanti.
Verso la metà del III secolo, l'arcidiocesi di Cartagine era diventata la capitale del Nord Africa romano.
Il titolo ecclesiastico nacque quando, dopo l'editto di Milano del 313, la Chiesa cristiana cominciò a organizzarsi territorialmente, prendendo a modello l'organizzazione civile dell'impero romano così come stabilito dalla riforma di Diocleziano. Come questo era suddiviso in province comprendenti una metropoli (o capoluogo) e altre civitates, così la Chiesa si organizzò in province ecclesiastiche, a capo delle quali erano i vescovi delle città capoluogo, che assunsero il nome di metropoliti, cui sottostavano in qualità di suffraganei i vescovi delle altre città della provincia.
Questa organizzazione è già riconosciuta come esistente nel concilio di Nicea del 325, dove al vescovo metropolita è affidato il compito di confermare le elezioni episcopali della propria provincia ecclesiastica, senza la quale le elezioni sono nulle (canoni 4 e 6). I decreti di questo concilio sono anche la prima attestazione documentale del termine "metropolitano". I vescovi di Roma, Alessandria d'Egitto e Antiochia avevano giurisdizione su più di una provincia ecclesiastica. Roma comprendeva tutto l'Occidente, Alessandria l'Egitto e le province limitrofe, mentre Antiochia comprendeva l'Oriente (Siria, Cilicia, Mesopotamia, Palestina). Roma, Alessandria e Antiochia furono denominate patriarcati.
La capitale dell'impero fu trasferita a Bisanzio nel 330, quest'ultima città crebbe d'importanza nella Grecia orientale al punto che acquisì lo status di sede arcivescovile prima del concilio del 381. Quando divenne sede della residenza imperiale, anche a Milano si trasformò in sede arcivescovile e metropolitana al tempo del vescovo Sant'Ambrogio (374-397) e temporaneamente esercitò primato sul nord Italia, in un territorio che andava dalle Alpi al Danubio. Alla fine del IV secolo, tutte le province del nord Italia che erano sotto la giurisdizione e il primato del Papa.
Il concilio di Laodicea del 363/364 stabilì, nel canone 12, che al metropolita spettasse il compito di verificare l'ortodossia e la moralità dei vescovi eletti nella propria provincia. Nel concilio di Calcedonia del 451 fu stabilito che spetta solo all'autorità ecclesiastica, e non a quella civile, erigere nuove province ecclesiastiche e dunque elevare un vescovo a metropolita.
L'organizzazione delle Chiese in province ecclesiastiche con a capo un metropolita, sul modello delle circoscrizioni civili, si attuò ben presto nelle comunità cristiane dell'Impero romano d'Oriente, e appare già codificata nella Notitia Episcopatuum dello pseudo-Epifanio a metà del VII secolo. Nell'impero bizantino il metropolita si pose come figura di intermediazione tra vescovo e patriarca, e l'organizzazione stabilita nel IV secolo durò ben oltre la fine dell'impero.
Nell'Impero romano d'Occidente la situazione si presenta invece molto più varia e lo sviluppo storico delle province ecclesiastiche non univoco. Nella chiesa d'Occidente il Papa venne considerato l'unico metropolita fino al V secolo quando, in Gallia e nell'Italia settentrionale, i vescovi delle principali città cominciarono a fregiarsi di questo titolo. Il compito principale del metropolita era quello di presiedere l'elezione dei vescovi della sua provincia e di ordinarli.

## Funzioni

### Nella Chiesa cattolica latina

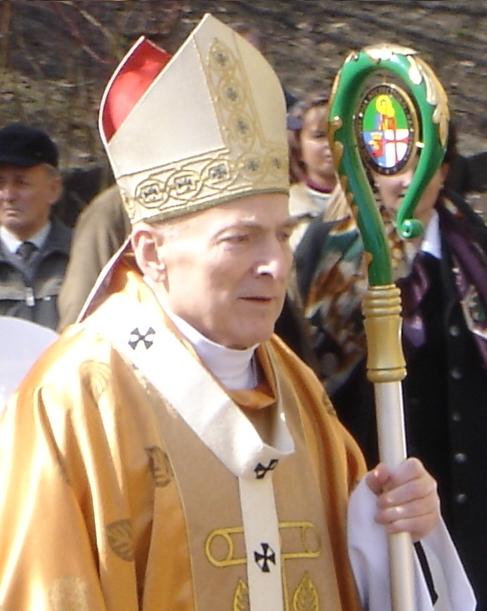
L'allora arcivescovo di Stettino-Kamień, Zygmunt Kamiński, col pallio da metropolita

Nella Chiesa cattolica, l'arcivescovo metropolita è un arcivescovo che presiede una provincia ecclesiastica (una circoscrizione che raggruppa più diocesi) e che dipende direttamente dalla Santa Sede. Il titolo è connesso alla sede vescovile: la sede episcopale più importante della provincia ecclesiastica è detta "sede metropolitana", mentre le altre sono dette "suffraganee".
L'arcivescovo metropolita ha il diritto di indossare, sopra i paramenti liturgici, il pallio, nelle celebrazioni eucaristiche che si tengono entro i confini della sua provincia ecclesiastica; da qui l'uso di chiamarlo arcivescovo palliato.
Anticamente, i vescovi di sedi suffraganee avevano obblighi di carattere canonico nei confronti del metropolita. Dopo il Concilio Vaticano II, il rapporto tra sedi suffraganee e metropolitane è principalmente formale, testimone, tutt'al più, del legame storico che ha legato tra loro le varie sedi episcopali. Il Codice di diritto canonico assegna tuttavia al metropolita alcune limitate funzioni:
- vigilare sulla fede e la disciplina ecclesiastica, e informare il Pontefice romano degli abusi;
- effettuare, con il consenso della Sede Apostolica, la visita canonica nel caso che il vescovo della diocesi suffraganea la trascuri;
- nominare l'amministratore della cattedra episcopale resasi vacante, qualora non venga nominato entro 8 giorni (canone 436 par. 1 e 2).
- designare un tribunale ecclesiastico di appello, per i procedimenti conclusi in prima istanza in una delle diocesi suffraganee (canone 1438).

Il canone 436 (che è dello stesso codice e quindi di pari rango e valore, e va letto in combinato disposto con gli altri canoni) esclude espressamente che il metropolita abbia altre facoltà nelle diocesi suffraganee. Tuttavia il Motu proprio Vos estis lux mundi, promulgato da papa Francesco il 7 maggio 2019, attribuisce al metropolita la competenza di svolgere l'inchiesta relativa agli abusi sessuali commessi da Vescovi o prelati ad essi equiparati, sottoposti alla sua giurisdizione metropolitana.
Prima della riforma, nell'ambito della circoscrizione ecclesiastica formata da più diocesi, l'arcivescovo metropolita esercitava funzioni ispettive, sostitutive, giurisdizionali e liturgiche, sempre disciplinate nel codice di diritto canonico.

#### Araldica
Nell'araldica il titolo è rappresentato con una particolare iconografia:

Stemma di cardinale arcivescovo metropolita.
Stemma da arcivescovo metropolita con pallio
Stemma da arcivescovo metropolita di Udine (o da arcivescovo elettore del Sacro Romano Impero)
Stemma da arcivescovo di Salisburgo (rosso con 10 nappe per lato)

### Nella Chiese cattoliche di rito orientale
Nelle Chiese cattoliche di rito orientale il termine ha un significato diverso, definito dal Codice dei canoni delle Chiese orientali: oltre alla figura del "metropolita di una provincia ecclesiastica", analoga a quella della Chiesa latina e descritta ai canoni 133-139, il Codice parla della "Chiesa metropolitana sui iuris" ai canoni 155-173. Questa Chiesa è una delle quattro tipologie di Chiese sui iuris previste dalla legislazione canonica: è guidata da un metropolita nominato dal papa e assistito nel governo della Chiesa dal consiglio dei gerarchi; questo metropolita possiede una giurisdizione reale sui vescovi e i fedeli della sua Chiesa sui iuris e un'autonomia molto maggiore rispetto al metropolita di una provincia ecclesiastica, anzi ha poteri maggiori anche di una conferenza episcopale latina. Il segno visibile della comunione gerarchica con la Sede di Pietro è il pallio, che viene conferito al metropolita sui iuris dal papa.

### Nella Chiesa ortodossa
Nelle Chiese ortodosse il titolo ha diverse valenze:
- Nelle Chiese ortodosse di lingua greca, dipendenti dal Patriarcato ecumenico di Costantinopoli, dalla Chiesa ortodossa di Cipro e dalla Chiesa di Grecia, il rango dei metropoliti è inferiore a quello degli arcivescovi. I primati delle Chiese locali sono generalmente designati con quest'ultimo titolo (per esempio il patriarca di Costantinopoli, e gli arcivescovi di Atene, di Cipro, di Creta e di New York), mentre la maggior parte dei vescovi locali ha il titolo di metropolita e le loro diocesi sono chiamate metropolie.
- Per le Chiese ortodosse slave vale invece l'inverso: il rango di metropolita supera quello di arcivescovo, che è un titolo soltanto onorifico, e con il primo sono designati i primati delle più importanti città.
- In alcune Chiese, come nella Chiesa ortodossa rumena e in quella russa, il titolo di metropolita equivale a quello della Chiesa cattolica, ossia il responsabile di una provincia ecclesiastica, propriamente chiamata metropolia.

Tuttavia in nessuno di questi casi il metropolita ha alcuna autorità speciale nei confronti dei vescovi all'interno delle province di competenza. I metropoliti (arcivescovi nella Chiesa ortodossa greca) hanno comunque un ruolo direttivo durante i rispettivi sinodi e concili di vescovi.